# Hielke Penterman
Hielke Penterman (Tubbergen, 5 januari 1986) is een Nederlands voetballer die bij voorkeur als aanvallende middenvelder of spits speelt. Hij speelde in 2015 bij Achilles '29. Daarvoor speelde hij bij DETO Twenterand, HSC '21 en HHC Hardenberg.

## Carrière
Penterman speelde in de jeugd van FC Twente. In 2006 verruilde hij de Tukkers voor DETO Twenterand, waar hij drie seizoenen speelde. In 2009 vertrok hij naar het Haaksbergse HSC '21 en twee jaar later ging hij naar zaterdagtopklasser HHC Hardenberg. Hier scoorde hij in vier seizoenen 75 doelpunten. In 2015 koos hij voor een kans in het betaald voetbal bij Achilles '29. Op 14 augustus van dat jaar debuteerde hij als invaller bij Fortuna Sittard en scoorde hij in de blessuretijd op aangeven van Joey Dekkers het beslissende doelpunt (2-4 winst). Tegen RKC Waalwijk (0-0) en FC Oss (1-0) mocht hij weer invallen en in laatstgenoemde wedstrijd scoorde hij vijf minuten voor tijd het enige en beslissende doelpunt op aangeven van Boy van de Beek. In de uitwedstrijd tegen Go Ahead Eagles (3-2) mocht hij in de basis beginnen door een blessure bij Freek Thoone en scoorde hij de enige twee Groesbeekse doelpunten, waarvan één doelpunt uit een strafschop. Op 7 december 2015 werd zijn contract per direct ontbonden omdat Penterman het profvoetbal niet kon combineren met zijn baan buiten het voetbal en zijn privéleven

## Statistieken
| Seizoen                     | Club           | Land           | Competitie         | Competitie | Competitie | Beker | Beker | Totaal | Totaal |
| Seizoen                     | Club           | Land           | Competitie         | Wed.       | Dlp.       | Wed.  | Dlp.  | Wed.   | Dlp.   |
| --------------------------- | -------------- | -------------- | ------------------ | ---------- | ---------- | ----- | ----- | ------ | ------ |
| 2011/12                     | HHC Hardenberg | Nederland      | Topklasse Zaterdag | 29         | 14         | 2     | 2     | 31     | 16     |
| 2012/13                     | HHC Hardenberg | Nederland      | Topklasse Zaterdag | 29         | 16         | 1     | 1     | 30     | 17     |
| 2013/14                     | HHC Hardenberg | Nederland      | Topklasse Zaterdag | 30         | 24         | 1     | 0     | 31     | 24     |
| 2014/15                     | HHC Hardenberg | Nederland      | Topklasse Zaterdag | 30         | 20         | 2     | 1     | 32     | 21     |
| 2015/16                     | Achilles '29   | Nederland      | Eerste divisie     | 12         | 5          | 1     | 2     | 13     | 7      |
| Carrièretotaal              | Carrièretotaal | Carrièretotaal | Carrièretotaal     | 130        | 79         | 7     | 6     | 137    | 85     |
| Bijgewerkt op 30 april 2016 |                |                |                    |            |            |       |       |        |        |